# Stazione di Villapiana-Torre Cerchiara
La stazione di Villapiana-Torre Cerchiara è una stazione ferroviaria posta sulla linea Taranto-Reggio di Calabria. Serve i centri abitati di Villapiana e di Torre Cerchiara.
La stazione è servita, durante l’estate 2024, solamente dai treni “Magna Grecia Line” circolanti il sabato e la domenica (tra il 9 giugno e il 29 settembre) tra le stazioni di Sibari e Taranto. 